# John Gerard Noonan
John Gerard Noonan (Limerick, Irlanda, 26 de fevereiro de 1951) é um clérigo católico de origem irlandesa, bispo de Orlando desde 2010.

## Estudos
Noonan frequentou o ensino fundamental na Escola Paroquial de São Patrício e no Cresecent College, e o ensino médio no Mungrot College, também em Limerick. Após imigrar para os Estados Unidos, morou por um período em Nova Iorque, onde estudou na Universidade Fordham e, em seguida, transferiu-se para a Universidade Atlântica da Flórida em Boca Raton. Completou seus estudos em filosofia no Seminário São João Vianney, em Miami, e em teologia no Seminário Regional São Vincente de Paula, em Boynton Beach.

## Sacerdócio
Foi ordenado sacerdote em 23 de setembro de 1983, pelo Arcebispo de Miami, Edward Anthony McCarthy, na Igreja de São Paulo da Cruz, North Palm Beach. Posteriormente, estudou no Boston College, obtendo o Mestrado em Educação. Ele serviu como: vigário paroquial da Paróquia de Santa Isabel em Pompano Beach de 1983 a 1989, e durante esse período (1985-1989) também serviu como capelão de jovens no Condado de Broward. Foi Reitor de Estudantes no Seminário Regional São João Vianney em Miami (1989-1993), Diretor Adjunto da Escola Secundária Monsignor Pace (1993-1994) e Diretor da Escola Secundária Saint Brendan (1994-1996). Foi nomeado Reitor-Presidente do Seminário São João Vianney em Miami em 1996, cargo que ocupou até sua nomeação.
Além disso, Monsenhor Noonan serviu como Diretor do Escritório Arquidiocesano para a Vida e Ministério Sacerdotal e como membro do Conselho de Revisão do Diaconato Permanente, e permanecendo como membro do Conselho Presbiteral, do Conselho de Pessoal dos Sacerdotes e do Colégio de Consultores na época de sua nomeação. Ele foi nomeado capelão de Sua Santidade em 2001. Além de inglês, ele fala espanhol.

## Episcopado
Em 21 de junho de 2005, foi nomeado Bispo Auxiliar de Miami por Bento XVI com a sé titular de Bonusta. Em 24 de agosto de 2005, ele foi consagrado bispo na Catedral de Santa Maria em Miami, pelo Arcebispo John Favalora; os principais co-consagradores foram os bispos auxiliares Agustin Alejo Roman e Felipe de Jesús Estévez.
Na Conferência dos Bispos Católicos dos Estados Unidos, durante esse período, foi membro do Comitê para a Proteção da Infância e da Juventude e do Conselho Episcopal do Colégio Americano de Louvain (Região XIV).
Em 23 de outubro de 2010, tornou-se Ordinário da Diocese de Orlando. Sua posse foi realizada em 16 de dezembro de 2010.
 

Em 13 de agosto de 2014, um homem de Orlando entrou com uma ação judicial contra Noonan e a diocese. O autor alegou ter sido abusado sexualmente quando era coroinha em Sanford, Flórida, pelo reverendo William Authenrieth, entre 1976 e 1978. Em 15 de junho de 2017, Noonan compareceu a um serviço memorial na Catedral de St. James, em Orlando, para as vítimas do tiroteio na boate Pulse de 2016 naquela cidade. Ele fez estas observações: 
“Precisamos caminhar e acompanhar todos — não há exceção. Tratamos todos com dignidade porque são feitos à imagem e semelhança de Deus e é disso que se trata.”
Em 30 de agosto de 2018, Noonan removeu o reverendo David Gillis, administrador paroquial da Paróquia Nosso Salvador em Cocoa Beach, Flórida. Gillis havia sido acusado em uma investigação da Pensilvânia de abuso sexual de um menor anos antes.